# O Sonho da Câmara Vermelha

O Sonho da Câmara Vermelha ou Hung (Hong) Lou Meng (em chinês tradicional: 紅樓夢; chinês simplificado: 红楼梦; pinyin: Hónglóu mèng; literalmente "O Sonho do Quarto Vermelho" ou "O Sonho do Pavilhão Vermelho"; originalmente intitulado em chinês tradicional: 石頭記; chinês simplificado: 石头记; pinyin: Shítóu jì; literalmente "A História da Pedra"), é uma obra-prima da literatura chinesa e um dos Quatro Grandes Romances Clássicos (chinês: 四大名著, pinyin: sì dà míng zhù) da China. O livro foi escrito em meados do século XVIII, durante a dinastia Qing, e tem sua autoria atribuída a Cao Xueqin (曹雪芹). Esta obra é reconhecida como o ponto mais alto dos romances clássicos chineses. "Vermelhologia" é o campo de estudo dedicado exclusivamente a esta obra. 
O romance circulou em cópias manuscritas com vários títulos até sua impressão em 1791. Enquanto os primeiros 80 capítulos foram escritos por Cao Xueqin, Gao E, que preparou a primeira e segunda edições impressas com seu sócio Cheng Weiyuan em 1791–2, adicionou 40 capítulos ao romance.
Acredita-se que o conteúdo da história seja semi-autobiográfica descrevendo o destino da própria família do escritor e, por extensão, da dinastia Qing. Como o autor detalha na introdução ao primeiro capítulo, o livro se destina a ser um memorial às meninas que ele conheceu em sua juventude: amigas, familiares e serviçais. O romance é memorável não só pelo seu enorme elenco de personagens (a maioria do sexo feminino) e âmbito psicológico, mas também pela sua precisa e detalhada observação da vida e das estruturas sociais típicas da aristocracia chinesa do século XVIII.
Por causa da inquisição literária prevalecente na China das dinastias Ming e Qing, o livro foi primeiro publicado anonimamente[carece de fontes?] e somente depois atribuída a sua autoria[carece de fontes?].

## História do texto
A história do texto é complexa, e já foi objeto de muito escrutínio, debate e conjectura. Cao Xueqin, membro de uma eminente família que servira aos imperadores da dinastia Qing mas cuja sorte começara a declinar, começou a escrever a obra durante a década de 1740. Por volta de sua morte em 1763 ou 1764, Cao havia completado os primeiros oitenta capítulos da obra e, possivelmente, havia esboçado os capítulos restantes. Os primeiros oitenta capítulos circularam durante a vida de Cao em manuscritos, primeiramente entre os amigos de Cao e um crescente círculo de fãs, e eventualmente no mercado livre, onde eram vendidos por elevadas somas de dinheiro. A primeira versão impressa, publicada por Cheng Weiyuan e Gao E em 1791, contém edições e revisões não autorizadas pelo autor. É possível que Cao tenha destruído os últimos capítulos, ou que ao menos partes do final original de Cao tenham sido incorporados às versões de 120 capítulos de Cheng-Gao, com "cuidadosas emendas" de Gao E ao esboço de Cao.

### Versões ruges
Até 1791, a novela circulou em manuscritos. Mesmo entre os doze manuscritos independentes sobreviventes, existem pequenas diferenças. Os manuscritos mais antigos terminam abruptamente no capítulo oitenta. As versões mais antigas contêm comentários e anotações em tinta preta ou vermelha de comentadores desconhecidos. As observações desses comentadores revelam muito do autor enquanto pessoa, e se acredita agora que muitos deles podem ter sido membros da família de Xueqin. O principal comentador se chama Zhiyanzhai, e revelou muito da estrutura interior da obra e do final original do manuscrito, atualmente perdido. Esses manuscritos, que são as versões mais confiáveis do ponto de vista textual, são conhecidos como "versões ruges" (zhī běn, 脂本).
Os oitenta capítulos iniciais estão cheios de profecias e prenúncios dramáticos que dão pistas de como o livro iria prosseguir. Por exemplo: é óbvio que Lin Daiyu irá, eventualmente, morrer no decurso da novela; que Baoyu e Baochai irão se casar; que Baoyu irá se tornar um monge. Um ramo da vermelhologia chamado tànyì xué (探佚學) é focado na busca do final perdido do manuscrito, baseado nos comentários das versões ruges dos manuscritos e nas dicas fornecidas pelos oitenta capítulos iniciais.  
Hoje, muitos manuscritos da novela podem ser encontrados na China e na Europa. O manuscrito Jiaxu (1754) está localizado atualmente no Museu de Xangai; o manuscrito Jimao (1759) está localizado na Biblioteca Nacional da China; o manuscrito Gengchen (1760) está localizado na biblioteca da Universidade de Pequim. A Universidade Normal de Pequim e o Instituto de Estudos Orientais da Academia de Ciências da Rússia em São Petersburgo possuem manuscritos bem anteriores à primeira edição impressa da novela (1791).

### Versões Cheng-Gao
Em 1791, Gao E e Cheng Weiyuan publicaram a primeira edição impressa da novela. Foi, também, a primeira edição "completa" de "A história da pedra", que eles publicaram com o título "Sonho ilustrado da câmara vermelha" (繡像紅樓夢). Enquanto os manuscritos ruges originais tinham oitenta capítulos, a edição de 1791 completou a novela até atingir a marca de 120 capítulos. Os primeiros oitenta capítulos foram editados a partir dos manuscritos ruges, mas os quarenta capítulos restantes eram material inédito. 
Em 1792, Cheng e Gao publicaram uma segunda edição corrigindo erros editoriais da versão de 1791. Nos prefácios de 1791, Cheng alegou ter anexado um final baseado nos rascunhos do autor.
O debate sobre os quarenta capítulos finais e os prefácios de 1791-2 prosseguem até hoje. Muitos acadêmicos atuais consideram que esses capítulos foram uma adição posterior. Hu Shi, em seu ensaio de 1921 "Provas sobre um sonho da câmara vermelha", defendeu que o final havia sido escrito por Gao E, e citou o prenúncio sobre o destino dos principais personagens no capítulo cinco, que difere do final da versão de 1791 de Cheng-Gao. Entretanto, em meados do século XX, a descoberta de um manuscrito de 120 capítulos bem anterior a 1791 complicou ainda mais as questões relativas à participação de Gao E e Cheng Weiyuan - se eles simplesmente editaram ou realmente escreveram a continuação da novela. Embora não esteja claro se os quarenta capítulos finais do manuscrito descoberto contêm o trabalho original de Cao, Irene Eber disse que a descoberta "parece confirmar a afirmação de Gao e Cheng de que eles apenas editaram o manuscrito completo, composto por 120 capítulos, mais do que realmente escreveram uma parte da novela".
Usualmente, o livro é publicado e lido na versão de 120 capítulos de Gao e Cheng. Algumas edições modernas, como a de Zhou Ruchang, não incluem os quarenta capítulos finais.
Em 2014, três pesquisadores usaram análise de dados de estilos de escrita e disseram que "a aplicação de nosso método à versão de Cheng-Gao de 'O sonho da câmara vermelha' levou a convincentes senão irrefutáveis evidências de que os primeiros oitenta capítulos e os quarenta capítulos finais do livro foram escritos por dois autores diferentes".

## Sinopse
O tema principal gira em torno de um triângulo amoroso entre o personagem principal, Jia Baoyu, que ama sua prima adoentada Lin Daiyu, mas que está predestinado a se casar com outra prima, Xue Baochai. Este triângulo amoroso tem, como pano de fundo, o declínio dos dois ramos do clã (família) Jia (賈): a casa Rongguo (榮國府) e a casa Ningguo (寧國府). Eles residem em dois grandes complexos residenciais na capital. Seus antepassados foram feitos duques e ganharam títulos imperiais. No início do romance, os dois ramos estão entre as mais ilustres famílias na capital. Uma das membras do clã é escolhida consorte real, e um jardim exuberante é construído para receber sua visita. A novela descreve a riqueza e a influência dos Jias com grande detalhamento naturalista, e descreve a queda dos Jias das alturas de sua glória, acompanhando trinta personagens principais e mais de quatrocentos personagens secundários. Eventualmente, o clã Jia cai em desgraça junto ao imperador, e suas propriedades são confiscadas.
Na narrativa moldura da história, uma pedra senciente abandonada pela deusa Nu Kua quando esta havia consertado os céus éons atrás, pede, a um monge taoista e a um monge budista, para levá-la consigo para que ela possa conhecer o mundo. A pedra, com um acompanhante (na versão de Cheng-Gao, ambos se fundem em um único personagem), ganha a chance de aprender com a experiência humana. 
O personagem principal é o adolescente despreocupado herdeiro da família, Jia Baoyu. Ele nasceu com um pedaço mágico de "jade" na boca. Ele tem uma ligação especial com sua enfermiça prima Lin Daiyu, com quem divide seu amor por música e poesia. Baoyu, entretanto, é predestinado a se casar com outra prima, Xue Baochai, cuja graça e inteligência se encaixam no conceito de mulher ideal chinesa. Porém Jia Baoyu não tem nenhuma conexão emocional especial com Xue Baochai. A rivalidade amorosa e a amizade entre os três personagens, com o pano de fundo da decadência do prestígio de suas famílias, compõe a principal história da novela.

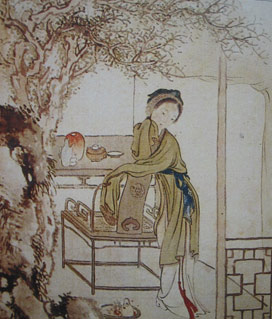
Uma cena da história, ilustração de Xu Baozhua (1810–1873).

## Personagens
"O sonho da câmara vermelha" contém um número extraordinário de personagens: os personagens principais somam quase quarenta, e existem mais de quatrocentos personagens adicionais. A novela também é conhecida pelos complexos retratos de seus muitos personagens femininos. De acordo com Lu Xun no apêndice de "Uma breve história da ficção chinesa", "O sonho da câmara vermelha" quebrou todos os pensamentos e técnicas concebíveis na ficção chinesa tradicional; suas caracterizações realistas apresentam personagens que não são "nem inteiramente bons, nem inteiramente maus", e que parecem habitar o mundo real.

### Jia Baoyu e as Doze Beldades de Jinling
- Jia Baoyu (chinês simplificado: 贾宝玉; chinês tradicional: 賈寶玉; pinyin: Jiǎ Bǎoyù; Wade-Giles: Chia Pao-yu; Tradução: Jade Precioso)

O protagonista tem aproximadamente doze ou treze anos de idade quando é introduzido na novela. É o filho adolescente de Jia Zheng e sua esposa, a senhora Wang. Nasceu com um pedaço de jade luminescente na boca. É o herdeiro da casa de Rongguo. Para desagrado de seu pai, um confuciano estrito, Baoyu costuma ler o Zhuangzi e o Romance da Câmara Ocidental às escondidas mais do que os Cinco clássicos e os Quatro Livros da educação chinesa tradicional. Baoyu é muito inteligente, e não gosta dos burocratas bajuladores que costumam frequentar a casa de seu pai. É sensível e compassivo, e tem uma relação especial com muitas das mulheres da casa.
- Lin Daiyu (Chinês: 林黛玉; pinyin: Lín Dàiyù; Wade–Giles: Lin Tai-yu; Tradução: Jade Azul-preto)

É a mais jovem prima de Jia Baoyu e seu interesse amoroso principal. É filha de Lin Ruhai (林如海), um acadêmico-chefe de Yangzhou, e Jia Min (賈敏), tia paterna de Baoyu. É enfermiça e dotada de uma beleza pouco convencional. Sofre de uma doença respiratória. A novela propriamente dita começa no capítulo três com a chegada de Daiyu à casa de Rongguo pouco após a morte da mãe de Daiyu. Emocionalmente frágil e propensa a ataques de ciúme, é especialmente hábil em música e poesia. A novela a designa uma das "Doze Beldades de Jinling", e a descreve como uma solitária, orgulhosa e basicamente trágica figura. Daiyu é a reencarnação da flor da narrativa moldura, e o propósito de seu nascimento mortal é retribuir lágrimas a Baoyu pela bondade que este demonstrou (enquanto pedra) ao regar com orvalho a flor (que viria a ser Daiyu) na sua encarnação prévia. Ela morre com o coração partido após saber do casamento de Baoyu e Baochai.
- Xue Baochai (chinês simplificado: 薛宝钗; chinês tradicional: 薛寶釵; pinyin: Xuē Bǎochāi; Wade–Giles: Hsueh Pao-chai; tradução: "Joia de Grampo de Cabelo" ou "Virtude Preciosa")

É a outra prima de Jia Baoyu. É a única filha de tia Xue (薛姨媽), irmã da mãe de Baoyu. Suas características são o perfeito contraste das características de Daiyu. Enquanto Daiyu é não convencional e hipersensível, Baochai é sensata e diplomata: um modelo de donzela chinesa. A novela a descreve como bela e inteligente, porém reservada e seguidora das regras de decoro. Embora relutante em mostrar a extensão de seus conhecimentos, Baochai demonstra ter conhecimento de tudo: desde budismo até como fazer um prato rachar. Ela não demonstra interesse excessivo em se embelezar ou em embelezar seu quarto. A novela descreve seu quarto como sem qualquer adorno, a não ser um pequeno vaso de crisântemos. Baochai tem uma face redonda, pele clara, grandes olhos e, alguns poderiam dizer, uma figura mais voluptuosa do que a delicadeza esbelta de Daiyu. Baochai carrega, consigo, um medalhão dourado inscrito com palavras proferidas a ela quando criança por um monge budista. O medalhão de Baochai e o jade de Baoyu contêm inscrições que parecem ser perfeitamente complementares um ao outro. Seu casamento com Baoyu é visto no livro como predestinado. 
- Jia Yuanchun (chinês simplificado: 贾元春; chinês tradicional: 賈元春; pinyin: Jiǎ Yuánchūn; Wade–Giles: Chia Yuan-chun; tradução: Primeira Primavera)

É a irmã mais velha de Baoyu, com aproximadamente dez anos de diferença. Originalmente, era uma dama de companhia no Palácio Imperial. Posteriormente, se torna consorte real, por ter impressionado o imperador da China com sua virtude e conhecimento. Sua posição ilustre como favorita do imperador marca o apogeu do poder da família Jia. Apesar de sua posição prestigiosa, Yuanchun se sente aprisionada no palácio. Ela morre com a idade de quarenta anos.
- Jia Tanchun (chinês simplificado: 贾探春; chinês tradicional: 賈探春; pinyin: Jiǎ Tànchūn; Wade–Giles: Chia Tan-chun; tradução: Primavera que Procura)

É a meia-irmã mais jovem de Baoyu através da concubina Zhao. Extremamente sincera, é quase tão capaz como Wang Xifeng. Esta a elogia pessoalmente, porém lamenta que ela tenha "nascido no ventre errado" já que os filhos de concubinas não são tão respeitados quanto os filhos de primeiras esposas. Também é uma poetisa muito talentosa. É apelidada de "Rosa" devido a sua beleza e a sua personalidade cheia de espinhos. Posteriormente, se casa com um militar e vai morar no distante Mar do Sul. 
- Shi Xiangyun (chinês simplificado: 史湘云; chinês tradicional: 史湘雲; pinyin: Shǐ Xiāngyún; Wade–Giles: Shih Hsiang-yun; Tradução: Nuvens do Rio Xiang)

É a mais jovem segunda prima de Jia Baoyu, e a sobrinha-neta da avó de Jia. Órfã desde a infância, cresce sob a riqueza do tio e tia maternos, que a tratam mal. Apesar disso, tem o coração aberto e alegre. Dotada de uma beleza andrógina, fica bem usando roupas masculinas (uma vez, colocou as roupas de Baoyu e sua avó pensou que ela era um homem). Gosta de beber. É franca e não tem tato emocional, porém sua natureza compassiva alivia suas observações eventualmente francas demais. Recebeu boa educação e é uma poetisa tão talentosa como Daiyu e Baochai. Seu jovem marido morre logo após se casarem. Se torna uma piedosa viúva pelo resto da vida. 
- Miaoyu (chinês: 妙玉; pinyin: Miàoyù; Wade–Giles: Miao-yu; tradução: Jade Maravilhoso)

É uma jovem monja budista dos claustros da casa de Rong-guo. É extremamente bonita e instruída, embora distraída, arrogante e antissocial. Tem uma obsessão por limpeza. A novela diz que ela foi compelida a ser monja devido a sua doença, e que abriga-se no convento para fugir de questões políticas. Seu destino é desconhecido depois que é raptada por bandidos. 
- Jia Yingchun (chinês simplificado: 贾迎春; chinês tradicional: 賈迎春; pinyin: Jiǎ Yíngchūn; Wade–Giles: Chia Ying-chun; tradução: Primavera que Saúda)

É a segunda mulher da geração de Jia depois de Yuanchun. É a filha de Jia She, tio de Jia e consequentemente seu mais velho primeiro primo. Dotado de um coração amável e uma vontade fraca, é dito que possui uma personalidade de madeira, e permanece apático diante das questões do mundo. Embora muito bonita e instruída, não se compara em inteligência e sagacidade com qualquer um de seus primos. Seu traço mais famoso é sua pouca vontade em se intrometer nos assuntos da família. Eventualmente, Yingchun se casa com um oficial da corte imperial: o casamento é apenas mais uma tentativa desesperada de seu pai de aumentar a declinante fortuna da família Jia. A recém-casada Yingchun se torna vítima constante de violência doméstica por parte de seu cruel marido.
- Jia Xichun (chinês simplificado: 贾惜春; chinês tradicional: 賈惜春; pinyin: Jiǎ Xīchūn; Wade–Giles: Chia Hsi-chun; tradução: Primavera Tesouro)

É a mais jovem prima de Baoyu na casa de Ningguo, embora tenha sido criada na casa de Rongguo. É uma pintora talentosa e uma devotada budista. É a mais jovem irmã de Jia Zhen, cabeça da casa de Ningguo. No final da novela, depois da queda da casa de Jia, abandona as preocupações mundanas e se torna monja. É a segunda mais jovem das Doze Beldades de Jinling, descrita como uma pré-adolescente na maior parte da novela. 
- Wang Xifeng (chinês simplificado: 王熙凤; chinês tradicional: 王熙鳳; pinyin: Wáng Xīfèng; Wade–Giles: Wang Hsi-feng; tradução: Fênix Esplêndida)

É também conhecida como Irmã Feng. É a mais velha "esposa de primo" de Baoyu. É a jovem esposa de Jia Lian (primeiro primo por parte de pai de Baoyu). É a sobrinha da senhora Wang. Consequentemente, é aparentada com Baoyu tanto por sangue quanto por casamento. É extremamente bonita, capaz, inteligente, bem-humorada, faladora e, por vezes, cruel. É a mais mundana das mulheres da novela. É encarregada da administração da casa de Rongguo e tem considerável poder dentro da família. É a favorita da avó Jia. Mantém entretidas tanto a senhora Wang quanto a avó Jia com suas constantes piadas e divertida tagarelice. Cumpre o papel de nora perfeita. Agradando a avó Jia, governa a família com mão de ferro. É uma das mais notáveis personalidades multifacetadas da novela. Por um lado, pode ser gentil com os pobres e necessitados; por outro lado, pode ser cruel ao ponto de matar. Sua personalidade mal-humorada, seu riso alto e sua grande beleza contrastam com as muitas mulheres frágeis e bonitas da literatura chinesa do século XVIII. Constrói uma fortuna através da agiotagem e causa a ruína da família. Morre logo após os bens da família serem apreendidos pelo governo.
- Jia Qiaojie (chinês simplificado: 贾巧姐; chinês tradicional: 賈巧姐; pinyin: Jiǎ Qiǎojiě; Wade–Giles: Chia Chiao-chieh)

É a filha de Wang Xifeng e Jia Lian. Durante a maior parte da novela, é uma criança. Depois da queda da casa de Jia, na versão de Gao E e Cheng Weiyuan, se casa com o filho de uma rica família rural apresentado pela avó Liu e passa a levar uma vida feliz e monótona no campo.
- Li Wan (chinês simplificado: 李纨; chinês tradicional: 李紈; pinyin: Lǐ Wán; Wade–Giles: Li Wan; tradução: Seda Branca)

É a mais velha cunhada de Baoyu, viúva do falecido irmão de Baoyu, Jia Zhu (賈珠). Seus principais objetivos são criar o filho Lan e vigiar as primas. É retratada como uma jovem e discreta viúva, sem grandes desejos: ou seja, o modelo da viúva ideal segundo o confucionismo. Eventualmente, atinge um alto status social devido ao sucesso do filho nos exames imperiais, porém ela é vista na novela como um personagem trágico, por ter desperdiçado sua juventude tentando se ater a padrões rígidos de comportamento.
- Qin Keqing (Chinês: 秦可卿; pinyin: Qín Kěqīng; Wade–Giles: Ch'in Ko-ching)

É nora de Jia Zhen. De todas as personagens da novela, as circunstâncias de sua vida e morte prematura estão entre as mais misteriosas. Aparentemente uma bela e namoradora mulher, ela tem um relacionamento com seu sogro e morre antes do segundo quarto da novela. Seu quarto está decorado com objetos de mulheres sensuais históricas e mitológicas. Na sua cama, Baoyu viaja pela primeira vez para a Terra de Ilusão, onde ele tem um encontro sexual com  Dois-em-um, que representa Xue Baochai e Lin Daiyu. Dois-em-um também se chama Keqing, o que a torna uma personagem importante na experiência sexual de Baoyu. As vinte canções originais sugerem que Qin Keqing se enforcou.

### Outros personagens importantes
- Avó Jia  (chinês simplificado: 贾母; chinês tradicional: 賈母; pinyin: Jiǎmǔ)

Nascida como Shi, também é chamada de Matriarca ou Viúva. É a filha do marquês Shi de Jinling. É a avó de Baoyu e Daiyiu. É a maior autoridade viva na casa de Rongguo, e a mais velha e respeitada em todo o clã, embora também seja uma pessoa amada. Tem dois filhos (Jia She e Jia Zheng) e uma filha (Min, mãe de Daiyu). Daiyu é trazida para a casa dos Jias devido à insistência da avó Jia, e esta ajuda na amizade entre Baoyu e Daiyu. Ela distribui suas economias entre seus parentes depois da apreensão dos bens destes pelo governo pouco antes de sua morte.
- Jia She (chinês simplificado: 贾赦; chinês tradicional: 賈赦; pinyin: Jiǎ Shè; Wade–Giles: Chia Sheh)

É o filho mais velho da Viúva. É o pai de Jia Lian e Jia Yingchun. É traiçoeiro, ganancioso e mulherengo. Sente ciúmes de seu irmão mais jovem, que é favorecido pela mãe. Posteriormente, perde seu título e é banido pelo governo. 
- Jia Zheng (chinês simplificado: 贾政; chinês tradicional: 賈政; pinyin: Jiǎ Zhèng; Wade–Giles: Chia Cheng)

É o pai de Baoyu, e o filho mais novo da Viúva. É um acadêmico confuciano e um disciplinador. Temendo que seu único herdeiro vivo degenere, lhe impõe uma disciplina rígida, com ocasionais punições corporais. Tem uma esposa (a senhora Wang) e duas concubinas (Zhao e Zhou). Está desconectado da realidade.
- Jia Lian (chinês simplificado: 贾琏; chinês tradicional: 賈璉; pinyin: Jiǎ Liǎn; Wade–Giles: Chia Lien)

É o marido de Xifeng e o mais velho primo paterno de Baoyu. É um notório mulherengo. Seus numerosos casos de amor causam muitos problemas com sua ciumenta mulher. Tem, inclusive, relacionamentos com outros homens, os quais não são de conhecimento de sua mulher. Sua concubina grávida (segunda esposa You) eventualmente morre devido às intrigas da sua esposa. Jia Lian e sua esposa estão encarregados das decisões quanto à maior parte das contratações e alocações monetárias, o que gera muitas disputas entre os dois. Apesar das suas falhas morais, Jia Lian possui uma certa consciência moral.    
- Xiangling (香菱; tradução: Fragrante Castanha de Água)

Nascida como Zhen Yinglian (甄英蓮, um homófono de "merecedora de piedade"), é a empregada dos Xues. É a filha raptada de Zhen Shiyin (甄士隱), o gentil-homem do campo do capítulo 1. Seu nome é mudado para Qiuling (秋菱) pela esposa mimada de Xue Pan, Xia Jingui (夏金桂), que tem ciúmes dela e tenta envenená-la. Xue Pan a torna senhora da casa depois da morte de Jingui. Ela morre em seguida, enquanto dá à luz.
- Ping'er (平兒; tradução: Paz)

É a empregada chefe e a confidente pessoal de Xifeng. Também é a concubina do marido de Xifeng, Jia Lian. Originalmente, era a empregada de Xifeng na família Wang, mas acompanhou Xifeng como parte de seu dote quando Xifeng se casou e entrou na família Jia. Ela resolve os problemas com habilidade, ajuda Xifeng e parece ter o respeito da maioria dos empregados da casa. É uma das poucas pessoas que pode se aproximar de Xifeng. Detém considerável poder na casa por ser a empregada mais respeitada por Xifeng, mas usa seu poder com justiça e moderação. É extremamente leal a sua patroa, porém dotada de um coração mais gentil do que esta.
- Xue Pan (chinês: 薛蟠; pinyin: Xuē Pán; Wade–Giles: Hsueh Pan; tradução: Serpentear (como um dragão))

É o irmão mais velho de Baochai. Um dissoluto, ocioso, e um valentão local em Jinling. Conhecido por seus casos rumorosos tanto com homens como com mulheres. Não é particularmente educado. Uma vez, matou um homem por causa de uma disputa acerca de uma empregada (Xiangling), e silenciou o caso com dinheiro.
- Vovó Liu (chinês simplificado: 刘姥姥; chinês tradicional: 劉姥姥; pinyin: Liú Lǎolao)

Uma mulher rústica do campo e relacionada distantemente com a família Wang. Proporciona um contraste interessante com as senhoras da casa de Rongguo durante duas visitas. Eventualmente, resgata Qiaojie de seu tio maternal, que queria vendê-la.
- Senhora Wang (chinês: 王夫人; pinyin: Wáng Fūren)

Uma budista, esposa primária de Jia Zheng. Filha de uma das quatro mais proeminentes família de Jinling. Por causa de sua saúde aparentemente debilitada, ela passa a administração da casa para sua sobrinha, Xifeng, assim que esta se casa e se incorpora à família Jia. A senhora Wang, no entanto, mantém o controle sobre as ações de Xifeng. Embora a senhora Wang aparente ser uma amante gentil e uma mãe amorosa, ela pode ser cruel e rude quando sua autoridade é desafiada. Ela presta muita atenção às empregadas de Baoyu para que ele não tenha nenhum relacionamento romântico com alguma delas.
- Tia Xue (chinês simplificado: 薛姨妈; chinês tradicional: 薛姨媽; pinyin: Xuē Yímā)

Nasceu como Wang. É a tia maternal de Baoyu. Mãe de Pan e Baochai. Irmã da senhora Wang. É gentil e afável durante a maior parte do tempo, mas acha difícil controlar seu indisciplinado filho.
- Hua Xiren (chinês simplificado: 花袭人; chinês tradicional: 花襲人; pinyin: Huā Xírén; tradução: Flor ataca homens)

É a criada principal de Baoyu e sua concubina não oficial. Enquanto ainda era criada da Viúva, esta a deu para Baoyu. Na prática, Xiren se tornou, então, sua criada. Sempre preocupada com Baoyu, ela é parceira do primeiro encontro sexual adolescente deste no mundo real no capítulo 5. Depois do desaparecimento de Baoyu, ela inconscientemente se casa com o ator Jiang Yuhan, um dos amigos de Baoyu. 
- Qingwen (chinês: 晴雯; pinyin: Qíngwén; tradução: Nuvens multicoloridas e ensolaradas)

É a criada pessoal de Baoyu. É impetuosa, arrogante e a mais bela empregada da casa. Dizem que se assemelha muito a Daiyu. De todas as empregadas de Baoyu, é a única que ousa discutir com ele quando é repreendida, mas ao mesmo tempo também é extremamente devotada a ele. Encara com desdém a tentativa de Xiren de usar sua relação sexual com Baoyu para aumentar seu status na família. Posteriormente, a senhora Wang suspeita que Qingwen tivesse um relacionamento amoroso com Baoyu e a despede. Revoltada contra o que ela considera ser uma injustiça, Qingwen fica doente e morre logo após ser expulsa da casa Jia.
- Yuanyang (chinês simplificado: 鸳鸯; chinês tradicional: 鴛鴦; pinyin: Yuānyang; tradução: "Par de patos-mandarins")

É a principal empregada da Viúva. Rejeita uma proposta de casamento (como concubina) do lascivo Jia She (o filho mais velho da Avó Jia). Comete suicídio logo após a morte da Viúva.
- Mingyan (chinês simplificado: 茗烟; chinês tradicional: 茗煙; pinyin: Míngyān; tradução: Vapor de chá)

É o pajem de Baoyu. Conhece seu patrão como a palma de sua mão.
- Zijuan (chinês simplificado: 紫鹃; chinês tradicional: 紫鵑; pinyin: Zǐjuān; Wade–Giles: Tzu-chuan; tradução: "Rododendro-púrpura" ou "Cuco")

É a fiel empregada de Daiyu. Foi cedida pela Viúva para sua neta. Posteriormente, se torna uma monja para servir Jia Xichun.
- Xueyan (chinês: 雪雁; pinyin: Xuěyàn; tradução: Ganso-das-neves")

É a outra empregada de Daiyu. Veio com Daiyu de Yangzhou. É uma jovem e doce garota. Lhe é pedido que acompanhe a noiva velada Baochai para enganar Baoyu e este acreditar que está se casando com Daiyu. 
- Concubina Zhao (chinês simplificado: 赵姨娘; chinês tradicional: 趙姨娘; pinyin: Zhào Yíniáng)

É a concubina de Jia Zheng. É a mãe de Jia Tanchun e Jia Huan, meios-irmãos de Baoyu. Deseja ser a mãe do líder da casa, o que não consegue. Planeja matar Baoyu e Xifeng com magia negra, e se acredita que seu plano causou sua própria morte.

### Personagens secundários notáveis
- Qin Zhong (秦鐘): sua irmã mais velha é Qin Keqing, a esposa do sobrinho de Baoyu. Tecnicamente, é uma geração mais jovem que Baoyu. Tanto ele quanto Qin Keqing são os filhos adotados de Qin Ye (秦業). Os dois garotos entram juntos no clã Jia e ele se torna o melhor amigo de Baoyu. A novela deixa em aberto a possibilidade de que as coisas possam ter ido além da mera amizade. Qin Zhong e a noviça Zhineng (智能, "Inteligente") se apaixonam, com trágicas consequências, pois Qin Zhong morre logo em seguida devido à combinação de uma severa surra aplicada por seu pai, exaustão sexual, luto e remorso.[21]
- Jia Lan (賈蘭): é o filho do falecido irmão mais velho de Baoyu, Jia Zhu, e de sua virtuosa esposa Li Wan. É uma atraente criança por todo o livro. No final, é bem-sucedido nos exames imperiais, para honra de toda a família.
- Jia Zhen (賈珍): é o líder da casa de Ningguo, o ramo mais velho da família Jia. Tem uma esposa (a senhora You), uma irmã mais jovem (Jia Xichun), e muitas concubinas. É extremamente ambicioso e é o líder não oficial do clã, depois da aposentadoria de seu pai. Tem um caso adúltero com sua nora Qin Keqing.
- Senhora You (尤氏): é a esposa de Jia Zhen.
- Jia Rong (賈蓉): é o filho de Jia Zhen, e o marido de Qin Keqing. É uma cópia exata de seu pai, e um cavaleiro da Guarda Imperial.
- Segunda Irmã You (尤二姐): Jia Lan a toma secretamente como amante. Embora uma concubina antes de se casar, depois de se casar ela se torna uma fiel e apaixonada esposa. Devido à intriga de Wang Xifeng, ela acaba se suicidando através da ingestão de uma grande peça de ouro.
- Senhora Xing (邢夫人): é a esposa de Jia She, e a madrasta de Jia Lian.
- Jia Huan (賈環): é o filho da concubina Zhao. Ele e sua mãe são insultados pela família. Ele mostra sua natureza maligna derramando cera de vela sobre os olhos de seu meio-irmão Baoyu com a intenção de cegá-lo.
- Sheyue (麝月; tradução: Almíscar): depois de Xiren e Qingwen, é a principal empregada de Baoyu. É bonita e caridosa, um complemente perfeito para Xiren.
- Qiutong (秋桐): é a outra concubina de Jia Lian. Originalmente, era empregada de Jia She, quando então foi dada como concubina a Jia Lian. É muito orgulhosa e arrogante.
- Irmã Sha (傻大姐): é uma empregada que trabalha duro para a Viúva. É inocente, divertida e carinhosa. Na versão de Gao E e Cheng Weiyuan, sem querer informa Daiyu sobre o plano secreto de casamento de Baoyu.

## Linguagem
A história é escrita em chinês baihua (ou chinês vernacular), ao invés de chinês clássico, apesar de seu autor ser bem versado no chinês clássico, com trechos no estilo semi-wenyan. É uma das obras que ajudaram a estabelecer a legitimidade do chinês baihua. Os diálogos são escritos no dialeto de Pequim com influências do Mandarim de Nanjing. No começo do século XX, lexicógrafos utilizaram o texto para estabelecer o vocabulário da nova língua padronizada e reformistas usaram o romance para promover a escrita vernacular.

## Temas
No capítulo de abertura do romance, um dístico é introduzido:
Verdade torna-se ficção quando a ficção é verdade;
Real torna-se irreal quando o irreal é real.
Como aponta um crítico, o dístico significa "não uma divisão rígida e determinística entre falsidade e verdade, realidade e ilusão, mas a impossibilidade de se fazer essa distinção em qualquer mundo, ficcional ou real."
O nome da família principal, Jia (賈, pronunciado jiǎ), é um homónimo do caracter jiǎ (假), que significa "falso" ou "fictício". Isso também acontece em uma outra família da história, a de sobrenome Zhen (甄, pronunciado zhēn), um homófono para a palavra 真, que significa "real". Foi sugerido que as famílias do romance são tanto um reflexo realístico como uma versão ficcional ou "sonhada" da própria família de Cao. 
A novela é mais comumente intitulada Hóng lóu Mèng (紅樓夢), literalmente "Sonho da câmara vermelha". "Câmara vermelha" é uma expressão idiomática com muitos sentidos: um deles se refere à câmara protegida onde as filhas da famílias proeminentes costumam residir. A expressão também pode se referir ao sonho de Baoyu no capítulo cinco, que se passa numa "câmara vermelha", onde os destinos de muitos personagens são prenunciados. "Câmara" (樓) é, algumas vezes, traduzido como "mansão". Entretanto, se pensa que "mansão" seja uma tradução errônea de hónglóu, que poderia ser mais apropriadamente traduzido como "câmara", como sugere o acadêmico Zhou Ruchang. 
A novela retrata a cultura chinesa de seu tempo, incluindo a descrição das "maneiras, expectativas e consequências" da época. Muitos aspectos da cultura chinesa, como medicina, cozinha, cultura do chá, festas, provérbios, mitologia, confucionismo, budismo, taoismo, piedade filial, ópera, música, arquitetura, ritos funerários, pintura, literatura clássica e os Quatro Livros, são retratados vividamente. A novela é particularmente famosa pela descrição da poesia chinesa.
Antigos críticos chineses identificaram dois temas principais: o amor romântico e a transitoriedade dos valores materiais terrenos, conforme pregado pelas doutrinas taoista e budista. Desde a redescoberta de Cao Xueqin como autor da novela, seus aspectos autobiográficos foram destacados: em particular, a história do clã de Cao Xueqin. Durante a era Mao Tsé-Tung, uma interpretação literária marxista foi o foco de alguns críticos chineses, que lamentavam a corrupção da sociedade feudal e enfatizavam a luta de classes. A partir da década de 1980, num contexto mais multicultural, os críticos começaram a enfatizar a riqueza e a estética da novela.

## Recepção e influências na era contemporânea
No final do século XIX, a influência de Hong Lou Meng era tão grande que o reformador Liang Qichao atacou a obra, junto com a clássica novela Margem da Água, como "incitamento ao roubo e à luxúria", e por inibir a introdução de novelas de estilo ocidental, as quais ele considerava mais socialmente responsáveis. O eminente acadêmico Wang Guowei, no entanto, criou um novo método de interpretação literária num inovador ensaio de 1904 que invocava a filosofia de Arthur Schopenhauer. Wang chamou a novela de "a tragédia das tragédias" em contraste com os finais felizes da maioria dos dramas e ficções anteriores.
No início do século XX, embora o Movimento da Nova Cultura tivesse uma visão crítica dos clássicos confucianos, o acadêmico Hu Shi usou as ferramentas da crítica textual para jogar uma nova luz sobre a novela, como a fundação de uma cultura nacional. Hu e seus estudantes, Gu Jiegang e Yu Pingbo, primeiramente estabeleceram que Cao Xueqin era o autor do livro. Levar a sério a questão da autoria refletia um novo interesse pela ficção, já que as formas menores de literatura não eram tradicionalmente atribuídas a indivíduos particulares. Em seguida, Hu, baseado nas investigações de Cai Yuanpei sobre as primeiras edições impressas do livro, começou a preparar confiáveis textos de leitura. A tarefa final (e, em muitos aspectos, a tarefa mais importante) foi estudar o vocabulário e o uso do dialeto de Pequim por Cao como base para o moderno mandarim. 
Na década de 1920, acadêmicos e leitores devotados desenvolveram o Honxue, ou vermelhologia, tanto como um campo acadêmico quanto como uma vocação popular. Entre seus ávidos leitores, estava o jovem Mao Tsé-Tung, que, posteriormente, reivindicou ter lido cinco vezes a novela e a elogiou como sendo uma das maiores obras da literatura chinesa. A influência dos temas e do estilo da novela é evidente em muitas obras da prosa chinesa contemporânea. O início da década de 1950 foi um rico período para a vermelhologia, com a publicação de importantes estudos de Yu Pingbo. Zhou Ruchang, que, como um jovem acadêmico, tinha conhecido Hu Shih no final da década de 1940, publicou seu primeiro estudo em 1953, o qual se tornou um best-seller. Mas, em 1954, Mao criticou pessoalmente Yu Pingbo por seu "idealismo burguês" ao falhar em enfatizar que a novela expunha a decadência da sociedade feudal e o tema da luta de classes. No Desabrochar de Cem Flores, Yu sofreu severas críticas, porém a extensão dos ataques e as inúmeras citações da sua obra fizeram com que as ideias de Yu se tornassem conhecidas por muita gente que não as conhecia anteriormente.
Durante a Revolução Cultural Chinesa, a novela foi, inicialmente, atacada, embora viesse a reconquistar seu prestígio nos anos seguintes. Zhou Ruchang terminou o trabalho de sua vida, tendo publicado, no total, mais de sessenta estudos críticos e biográficos. Em 2006, Zhou, que, há muito, não confiava nas edições de Gao E, e o novelista Lin Xinwu, autor de estudos populares da novela, se juntaram para produzir uma nova versão do capítulo oitenta, o qual Zhou havia editado para eliminar as emendas de Cheng-Gao. Liu completou um final que era, supostamente, mais fiel à intenção original de Cao.

## Traduções e recepção no Ocidente
...um dos maiores monumentos da literatura mundial...— Crítica de "O Sonho da Câmara Vermelha", por Anthony West, no The New Yorker
É um grande desafio traduzir a prosa de Cao, que utiliza muitos níveis de linguagem coloquial e literária e incorpora formas de poesia clássica que fazem parte da novela. Um recente estudo concluiu que a obra é um "desafio até para o tradutor mais cheio de recursos, e o processo de interpretá-la para outra linguagem implica mais problemas de tradução, técnicas e princípios que qualquer outra obra literária".
A primeira tentativa registrada de traduzir a novela para a língua inglesa foi realizada pelo notável missionário protestante e sinólogo Robert Morrison (1782–1834) em 1812, quando ele traduziu parte do capítulo quatro da novela com o objetivo de publicá-la no segundo volume do seu livro de 1812 Horae Sinicae (o livro nunca foi publicado). Em 1816, Morrison publicou a tradução de um diálogo do capítulo 31 em seu livro-texto de língua chinesa "Diálogos e frases separadas em língua chinesa". Em 1819, um pequeno excerto do capítulo três foi traduzido pelo famoso diplomata e sinólogo britânico John Francis Davis (1795–1890) e publicado no jornal de Londres Quarterly Review. Davis também publicou um poema do capítulo três da novela em 1830 no jornal da Sociedade Asiática Real.
A tradução seguinte para a língua inglesa foi uma tradução literal de passagens selecionadas feita por estrangeiros que estavam aprendendo a língua chinesa, publicada pela Imprensa da Missão Presbiteriana de Ningbo em 1846. Edward Charles Bowra, do Serviço de Alfândega Marítima da China, publicou uma tradução dos primeiros oito capítulos em 1868, e H. Bencraft Joly publicou uma tradução dos primeiros 56 capítulos em 1892.
Wang Chi-chen publicou uma tradução resumida em 1929 enfatizando a história central de amor, com prefácio de Arthur Waley. Waley disse que, nas passagens em que se relembram sonhos, "nós sentimos muito claramente o valor universal ou simbólico" dos personagens. "Pao Yu", continua Waley, simboliza "imaginação e poesia", e seu pai simboliza "todos aqueles poderes sórdidos de pedantismo e restrição que atrapalham o artista". Numa crítica de 1930 da tradução de Wang, Harry Clemons, da revista literária Virginia Quarterly Review, escreveu: "é uma grande novela" e, junto com Romance dos Três Reinos, "está em primeiro lugar" entre as grandes novelas da literatura clássica chinesa. Embora Clemons sentisse que "o significado só havia sido revelado de modo fragmentário" na prosa traduzida para a língua inglesa e que "muitos dos incidentes" e "muito da poesia" haviam sido omitidos, "de qualquer forma todo esforço para ler O Sonho da Câmara Vermelha vale a pena". Em 1958, Wang publicou uma expansão da sua tradução resumida, embora ela ainda contivesse apenas sessenta capítulos.
A sequência de traduções e estudos literários no Ocidente continuou, apoiada nas bolsas de estudo de língua chinesa. A tradução para a língua alemã de Franz Kuhn em 1932 foi a base para a versão resumida de Florence e Isabel McHugh em 1958, e para uma versão posterior francesa. Bramwell Seaton Bonsall completou uma tradução na década de 1950. O crítico Anthony West escreveu na revista The New Yorker em 1958 que a novela é, para os chineses, "mais ou menos o que Os Irmãos Karamazov é para a literatura russa e o que Em Busca do Tempo Perdido é para a literatura francesa", e que "é, sem dúvida, uma das melhores novelas de toda a literatura". Kenneth Rexroth, numa crítica de 1958 sobre a tradução de McHugh, descreve a novela como estando entre os "maiores trabalhos de ficção em prosa em toda a história da literatura", pois é "profundamente humano".
A primeira tradução completa para a língua inglesa foi publicada por David Hawkes um século e meio após a primeira tradução para a língua inglesa. Hawkes já era um renomado vermelhologista e tinha anteriormente traduzido Chu Ci quando o selo Penguin Classics da Penguin Books lhe pediu em 1970 para fazer uma tradução da obra que agradasse aos leitores ingleses. Após demitir-se de seu cargo de professor, Hawkes publicou os primeiros oitenta capítulos em três volumes (1973, 1977, 1980). "A história da pedra" (1973–1980), com os primeiros oitenta capítulos traduzidos por Hawkes e os últimos quarenta capítulos traduzidos por John Minford, consiste em cinco volumes, 2 339 páginas de texto bruto (não incluindo prefácios, introduções e apêndices). A tradução é composta por 845 000 palavras. Numa crítica de 1980 sobre a tradução de Hawkes e Minford na revista New York Review of Books, Frederic Wakeman descreveu a novela como uma "obra-prima" e o trabalho de um "gênio literário". Cynthia L. Chennault, da Universidade da Flórida, disse que "o Sonho é aclamado como uma das mais psicologicamente penetrantes novelas da literatura mundial". Michael Orthofer, do site literário Complete Review, declarou que é um dos poucos trabalhos que podem ser cogitados como "título do milênio", e que é uma peça rara de literatura "em que as pessoas podem ficar inteiramente absorvidas".
Trechos da tradução de Hawkes foram publicados como "O sonho da câmara vermelha" (New York: Penguin, Penguin 1960s Classics Series, 1996. ISBN 0-14-600176-1.).
A respeitada e prolífica dupla Gladys Yang e Yang Hsien-yi também traduziu uma versão completa: "Um sonho de mansões vermelhas" (Beijing: Foreign Language Press, três volumes, 1978–1980).
Em 2014, uma tradução resumida de Lin Yutang foi encontrada numa biblioteca do Japão. Com apenas metade da extensão original, ela se declarava como sendo não literal.

## Continuações
Devido a sua imensa popularidade, numerosas sequências da novela foram publicadas, ainda durante a era Qing. Existem atualmente mais de trinta continuações registradas. As modernas (pós-1949) tendem a prosseguir após o capítulo oitenta, e incluem as de Zhang Zhi, Zhou Yuqing, Hu Nan e Liu Xinwu.

## Adaptações
Ao menos, catorze adaptações para o cinema já foram feitas, incluindo o filme de 1944 dirigido por Bu Wancang, o filme da Shaw Brothers de Hong Kong estrelado por Sylvia Chang e Brigitte Lin, e o filme de 1988 dirigido por Xie Tieli e Zhao Yuan. Este último filme demorou dois anos para ser preparado e três anos para ser filmado e, com 735 minutos, continua a ser o mais longo filme chinês.
Ao menos, dez adaptações para a televisão já foram produzidas (excluindo as numerosas adaptações para a ópera chinesa). Elas incluem a renomada série de 1987, que é vista por muitos chineses como a adaptação quase definitiva da obra. Inicialmente, foi questionada, pois muitos vermelhologistas acreditavam que uma adaptação para a televisão não poderia fazer justiça à obra. A decisão do produtor e diretor Wang Fulin de empregar jovens atores não profissionais ganhou respaldo conforme a série alcançava enorme popularidade no país. O sucesso da série deve muito ao compositor  Wang Liping (王立平). Ele musicou muitos dos versos da obra, demorando quatro anos para terminar suas composições. Outras versões para a tevê incluem a de 1996 em Taiwan e a de 2010 dirigida por Li Shaohong. 
Diferentemente de outras novelas chineses, particularmente Romance dos Três Reinos e Jornada ao Oeste, O Sonho da Câmara Vermelha recebeu pouca atenção do mundo dos jogos. Apenas dois jogos haviam sido lançados até 2017. Hong Lou Meng e Hong Lou Meng: Lin Daiyu yu Bei Jingwang (chinês: 红楼梦：林黛玉与北静王) foram ambos lançados por Beijing Entertainment All Technology (chinês: 北京娱乐通). O último foi lançado em 8 de janeiro de 2010, como uma versão estendida do primeiro jogo, com as principais heroínas com voz e com finais adicionais.
Uma ópera em língua inglesa em dois atos foi composta pelo sino-estadunidense Bright Sheng, com libreto de Sheng e David Henry Hwang. A ópera de três horas de duração estreou no dia 10 de setembro de 2016 na Ópera de São Francisco.

## Notes
1. ↑  Li Liyan. «The Stylistic Study of the Translation of A Dream of Red Mansions». 伟大不朽的古典现实主义作品《红楼梦》是我国古典小说艺术成就的最高峰。
2. ↑  Jonathan Spence, The Search for Modern China (New York: Norton, 1990), 106–110.
3. ↑  David Hawkes, "Introduction," The Story of the Stone Volume I (Penguin Books, 1973), pp. 15–19.
4. ↑  Jonathan D. Spence, Ts'ao Yin [Cao Yin] and the K'ang-Hsi Emperor: Bondservant and Master (New Haven,: Yale University Press,  1966) is a study of Cao's grandfather
5. ↑  «About the Novel, Introduction» (em inglês). CliffsNotes. Consultado em 13 de maio de 2009. Arquivado do original (html) em 12 de fevereiro de 2012
6. 1 2  Shang, Wei (2010). "The Literati Era and Its Demise (1723–1840)". In Chang, Kang-i Sun. The Cambridge History of Chinese Literature, Volume II: From 1375. Cambridge: Cambridge University Press. p. 283. ISBN 978-0-521-85559-4.
7. ↑  Shang, Wei (2010). "The Literati Era and Its Demise (1723–1840)". In Chang, Kang-i Sun. The Cambridge History of Chinese Literature, Volume II: From 1375. Cambridge: Cambridge University Press. pp. 282-83. ISBN 978-0-521-85559-4.
8. ↑  Shang, Wei (2010). "The Literati Era and Its Demise (1723–1840)". In Chang, Kang-i Sun. The Cambridge History of Chinese Literature, Volume II: From 1375. Cambridge: Cambridge University Press. p. 282. ISBN 978-0-521-85559-4.
9. ↑  Minford, John; Hegel, Robert E. (1986). "Hung-lou meng 紅樓夢". In Nienhauser, William H. The Indiana Companion to Traditional Chinese Literature. Bloomington: Indiana University Press. p. 452. ISBN 0-253-32983-3.
10. ↑   David Hawkes, "Introduction," The Story of the Stone Volume I (Penguin Books, 1973), pp. 15–19.
11. ↑  Maram Epstein, "Reflections of Desire: The Poetics of Gender in Dream of the Red Chamber," Nan Nu 1.1 (1999): 64.
12. ↑  Edwards, Louise P. (1994). Men and Women in Qing China: Gender in the Red Chamber Dream. Leiden: Brill. ISBN 9004101233. p. 11, 64.
13. ↑  Edwards, Louise P. (1994). Men and Women in Qing China : Gender in the Red Chamber Dream. Leiden: Brill. ISBN 9004101233. pp. 11, 64.
14. 1 2  Irene Eber, "Riddles in the Dream of the Red Chamber," in Galit Hasan-Rokem, and David Dean Shulman, eds. Untying the Knot : On Riddles and Other Enigmatic Modes (New York: Oxford University Press, 1996), p. 237.
15. ↑  Xianfeng Hu, Yang Wang, Qiang Wu, "Multiple Authors Detection: A Quantitative Analysis Of Dream Of The Red Chamber" Advances in Adaptive Data Analysis 6.4 October 2014
16. ↑  Complete review. Disponível em http://www.complete-review.com/reviews/orientalia/tsots.htm. Acesso em 29 de julho de 2018.
17. ↑  Yang, Weizhen; Guo, Rongguang (1986). 《红楼梦》辞典. 山东文艺出版社. Introduction. There are entries for 447 named characters. ISBN 7-5329-0078-9.
18. ↑  Helen Tierney (1999). Women's studies encyclopedia, Volume 1. Greenwood Publishing Group. p. 247. ISBN 0-313-31071-8.
19. ↑  Chen Weizhao (陈维昭), Hongxue Tongshi (红学通史, "A History of Redology"). Shanghai: Shanghai People's Publishing House, 2005. ISBN 7208057885. pp. 1–2.
20. ↑  Cao, Xueqin; Gao E. "Chapter 23". Hong Lou Meng.
21. ↑  The Story of the Stone, Vol I The Golden Days, translated by David Hawkes, pp. 206–209, 300, 320–23. See also Jonathan Spence, "Ch'ing," in K.C. Chang, ed., Food in Chinese Culture (Yale University Press, 1977), p. 279.
22. ↑  «Vale: David Hawkes, Liu Ts'un-yan, Alaistair Morrison». China Heritage Quarterly of the Australian National University
23. ↑  The complete review. Disponível em http://www.complete-review.com/reviews/orientalia/tsots.htm. Acesso em 3 de setembro de 2018.
24. ↑  Liu, Zaifu and Yunzhong Shu (2008). Reflections on Dream of the red chamber. Cambria Press. p. 115. ISBN 1-60497-524-5.
25. ↑  Chen Weizhao (陈维昭), Hongxue Tongshi (红学通史, "A History of Redology"). Shanghai: Shanghai People's Publishing House, 2005. ISBN 7208057885. pp. 31–37
26. ↑  Chen Weizhao (陈维昭), Hongxue Tongshi (红学通史, "A History of Redology"). Shanghai: Shanghai People's Publishing House, 2005. ISBN 7208057885. pp. 12–15
27. ↑  Leo Ou-fan Lee, "Literary Trends I: The Quest for Modernity, 1895–1927," in John K. Fairbank, ed., Cambridge History of China Vol. 12 Republican China 1912–1949 Pt I (Cambridge: Cambridge University Press, 1983): 455.
28. ↑  Yu, Anthony C. (1997). Rereading the Stone: Desire and the Making of Fiction in Dream of the Red Chamber. Princeton, N.J.: Princeton University Press. ISBN 0691015619. p. 119–121.
29. ↑  Saussy, Haun (2003). "The Age of Attribution: Or, How the Honglou Meng Finally Acquired an Author". Chinese Literature: Essays, Articles, Reviews (CLEAR). 25: 119–132. doi:10.2307/3594284. JSTOR 3594284.
30. ↑  Li Zhisui, The Private Life of Chairman Mao (New York: Random House, 1994), p. 82.
31. 1 2  Editor's Preface, Ruchang Zhou, Between Noble and Humble: Cao Xueqin and the Dream of the Red Chamber (New York: Peter Lang, 2009), xiv.
32. ↑  Joey Bonner, "Yü P'ing-Po and the Literary Dimension of the Controversy over Hung Lou Meng," The China Quarterly 67 (1976): 546–581 doi:10.1017/S0305741000035517; Merle Goldman, Literary Dissent in Communist China (Cambridge, MA: Harvard University Press, 1967).
33. ↑  Danwei. Disponível em http://www.danwei.org/books/conspiracy_of_the_red_mansions.php. Acesso em 6 de setembro de 2018.
34. ↑  Wong, Laurence Kwok Pun (2014). Dreaming Across Languages and Cultures: A Study of the Literary Translations of the Hong Lou Meng. Cambridge Scholars Publishing. ISBN 978-1-4438-6828-0.
35. ↑  Gray, Ronald. The Stone's Curious Voyage to the West: A Brisk Overview of Honglou Meng's English Translation History and English Hongxue. Journal of Sino-Western Communication 3.2 (December, 2011).
36. ↑  Robert Thom, The Chinese Speaker; or, Extracts from Works Written in the Mandarin Language, as Spoken at Peking (Ningpo: Presbyterian mission Press, 1846).
37. ↑  E. C. Bowra. The China Magazine (Hong Kong: Noronha & Sons, 1868–1870). University of Virginia. Chinese Text Initiative (This etext contains only the Preface and Chapter 1). "Chinese Text Initiative". Archived from the original on 14 October 2011. Retrieved 12 October 2011.
38. ↑  The Dream of the Red Chamber or (Hung Lou Meng). (Hong Kong: Kelly & Walsh) 1891, 1892. Hung Lou Meng, from the Project Gutenberg, Hong Kong: Kelly & Walsh, 1892–1893, paper published edition is also available. Wildside Press, ISBN 0-8095-9268-1; and Hard Press, November 3, 2006, ISBN 1-4069-4079-8. Text of the 1892–1893 English translation at University of Adelaide; rpr. with a new foreword by John Minford, Tokyo; North Clarendon, Vt.: 2010 ISBN 0-8048-4096-2.
39. ↑  Dream of the Red Chamber (Wang Chi-Chen), (New York: Doubleday; London: Routledge, 1929) enlarged version (New York: Twayne: 1958 ISBN 0-385-09379-9).
40. 1 2  VQR. Disponível em https://www.vqronline.org/dream-red-chamber. Acesso em 9 de setembro de 2018.
41. ↑  Der Traum Der Roten Kammer (Leipzig: Insel-verlag, 1932).
42. ↑  Translations. Disponível em https://lib.hku.hk/bonsall/hongloumeng/index1.html. Acesso em 9 de setembro de 2018.
43. ↑  West, Anthony (1958-11-22). "Through a Glass, Darkly". The New Yorker.
44. ↑  Rexroth, Kenneth. "The Chinese Classic Novel in Translation". University of Pennsylvania School of Arts and Sciences, original from Kenneth Rexroth 1958.
45. ↑  The Guardian. Disponível em https://www.theguardian.com/books/2009/aug/25/obituary-david-hawkes. Acesso em 9 de setembro de 2018.
46. ↑  (Penguin Classics and Bloomington: Indiana University Press, five volumes, 1973–1980. ISBN 0-14-044293-6, ISBN 0-14-044326-6, ISBN 0-14-044370-3; ISBN 0-14-044371-1, ISBN 0-14-044372-X).
47. ↑  Wakeman Jr., Frederic (1980-06-12). "Review (Book review): The Genius of the Red Chamber". The New York Review of Books.
48. ↑  Cynthia L. Chennault. Disponível em http://users.clas.ufl.edu/cchenna/DRC%20-%20syllabus%20S09.pdf. Acesso em 9 de setembro de 2018.
49. ↑  Complete review. Disponível em http://www.complete-review.com/reviews/orientalia/tsots.htm. Acesso em 9 de setembro de 2018.
50. ↑  China Daily. Disponível em http://www.chinadaily.com.cn/life/2011-04/01/content_12265276.htm. Acesso em 10 de setembro de 2018.

### Geral e Introdutório
- C.T. Hsia, Ch VII, "The Dream of the Red Chamber," in The Classic Chinese Novel: A Critical Introduction (1968; rpr. Ithaca, NY: East Asia Program, Cornell University, Cornell East Asia Series,  1996.  ISBN  1885445741), pp. 245–297..
- Schonebaum, Andrew; Lu, Tina (2012). Approaches to Teaching the Story of the Stone (Dream of the Red Chamber). New York: Modern Language Association of America. ISBN 9781603291101
- Anthony Yu, "Dream of the Red Chamber," in Barbara Stoller Miller, ed., Masterworks of Asian Culture (Armonk, NY: M.E. Sharpe), pp. 285–299.

### Estudos Críticos
- Edwards, Louise P. (1994). Men and Women in Qing China : Gender in the Red Chamber Dream. Leiden: Brill. ISBN 9004101233
- Levy, Dore J. (1999). Ideal and Actual in the Story of the Stone. New York: Columbia University Press. ISBN 0231114060
- Zaifu Liu, Yunzhong Shu, Reflections on Dream of the Red Chamber (Amherst, N.Y.: Cambria Press,  2008).
- Andrew H. Plaks, Archetype and Allegory in the "Dream of the Red Chamber" (Princeton, NJ Princeton University Press,  1976).  Reprinted: (Ann Arbor: U.M.I. Books on Demand,  Reprint,  1993).
- Shih-Ch'ang Wu, On the Red Chamber Dream: A Critical Study of Two Annotated Manuscripts of the 18th  Century (Oxford: The Clarendon Press,  1961).
- Chi Xiao, The Chinese Garden as Lyric Enclave: A Generic Study of the Story of the Stone (Ann Arbor, MI: Center for Chinese Studies Publications,  2001).
- Yu, Anthony C. (1997). Rereading the Stone: Desire and the Making of Fiction in Dream of the Red Chamber. Princeton, N.J.: Princeton University Press. ISBN 0691015619
- Ruchang Zhou,  Edited by Ronald R. Gray, Mark S. Ferrara, Between Noble and Humble: Cao Xueqin and the Dream of the Red Chamber (New York: Peter Lang,  2009). Translated by Liangmei Bao and Kyongsook Park. ISBN 978-1-4331-0407-7 Google Book (link)